# Polyrhachis rustica
Polyrhachis rustica é uma espécie de formiga do gênero Polyrhachis, pertencente à subfamília Formicinae.